# Epiphyllum grandilobum
Epiphyllum grandilobum är en kaktusväxtart som först beskrevs av Frédéric Albert Constantin Weber, och fick sitt nu gällande namn av Nathaniel Lord Britton och Joseph Nelson Rose. Epiphyllum grandilobum ingår i släktet Epiphyllum och familjen kaktusväxter. Inga underarter finns listade i Catalogue of Life.